# 백나라
백나라(1990년 ~ )는 칠레 출신의 재외동포 가수로 현재 음악 그룹 룰루잼(Lulu Jam)에 속해 있다. 2003년에 칠레 현지에서 솔로 가수로 데뷔한 뒤 2006년 음악 그룹 룰루잼의 일원이 되었다. 그 뒤 칠레의 음악 전문 방송사 Via X의 한 텔레비전 프로그램의 진행자가 되었으며, 남미 청소년들의 우상이 될 정도로 인기도가 높은 가수로 성장하였다.

## 주요 출연작

### 텔레비전 프로그램
- Viax 블로그 TV

## 관련 기사
1. ↑  “남미 열풍의 주인공 교포 백나라 '청소년들의 우상'”. 맥스 무비. 2008년 10월 12일. 2008년 10월 13일에 원본 문서에서 보존된 문서.